# 天體力學
天體力學是天文學的一個分支，涉及天體的運動和萬有引力的作用，是應用物理学，特别是牛顿力学，研究天体的力學運動和形狀。研究對象是太陽系內天體與成員不多的恆星系統。以牛頓、拉格朗日與航海事業發達開始，伴著理論研究的成熟而走向完善的。
天體力學可分六個範疇：攝動理論、數值方法、定性理論、天文動力學、天體形狀與自轉理論、多體問題（其內有二體問題）等。
天體力學也用於編制天體曆，而1846年以攝動理論發現海王星也是代表著天體力學發展的標誌之一。天體力學的卓越成就是發展出太空動力學，研究和發展出各式人造衛星的軌道。

## 天體力學的歷史
雖然現代的天體力學分析起源於400年前的艾萨克·牛顿，但是對天體位置的研究和預測可以追溯到3,000年前。

### 古文明
古代的巴比倫雖然沒有力學的理論來推論天體的位置，但已經分辨得出太陽、月亮和行星不斷重複的運行模式。她們將過去紀錄的天體位置製成表格，當重複的現象再出現時，就能據以校準並預測行星未來的運動。 
在中國，皇室的天文學家也觀測天象，紀錄行星和客星（可能是彗星和新星）的位置。雖然這些紀錄沒有被用來預測行星的運動，但這些紀錄對現代天文學顯然是非常有用的。
希臘的哲學家曾寫下了許多的行星運動與預測，並且提出了許多機制來解釋行星的運動。她們的想法主要都是以地球為中心，行星則做著均勻的圓周運動。古希臘的亞里斯塔克斯(西元前310-230年)曾提出太陽是宇宙中心的模型，並且試圖測量地球和太陽的距離。

### 托勒密
托勒密 是羅馬帝國時代的天文學家，他在天文學上的著作是《天文學大成》，也是上古時代最顯要的書籍之一。托勒密顯然選擇了希臘前輩們，特別是喜帕恰斯，最好的天文學成就，和直接或間接來自巴比倫的天文表冊結合在一起。雖然托勒密的許多工作是建立在喜帕恰斯的基礎上，但有一點卻是他的想法，他介紹了「equant 」，並且很有效的改進了行星位置預報的準確性。雖然，他的太陽系模型不能正確的預測月球的大小(天秤動)，但是對他來說，以肉眼觀測的精確度已經足夠了。

### 克卜勒
克卜勒在仔細的分析了第谷的行星觀測資料之後，發展出了克卜勒行星運動定律。克卜勒是第一個塑造出高準確度行星軌道的人，在艾萨克·牛顿 發展出他的萬有引力定律好幾年之前，就依據觀測的經驗法則推導出了行星運動三定律。
參考克卜勒行星運動定律和克卜勒問題可以對他的行星運動定律有更詳細的了解。

### 牛頓
艾萨克·牛顿因為提出了天體在天空中運行的原理而備受尊崇，他闡明了太陽、行星和月亮的運動，像砲彈和落下的蘋果一樣，都能用同一套的物理定律來描述，將天體和地球的力學整合在一起。
使用牛頓的萬有引力定律，說明克卜勒定律中的圓軌道是很簡單的事，橢圓軌道則要加入比較複雜的計算。使用拉格朗日力學和極坐標方程式，即使是拋物線或雙曲線的軌道，也可以獲得單一的解。這對於行星甚至彗星軌道的計算是非常有用的。到了近代，在太空船 彈道的計算上也是非常有用的。

### 愛因斯坦
在愛因斯坦以相對論解釋了水星近日點異常的進動之後，天文家瞭解到牛頓力學的準確度依然不夠。今天，我們不僅使用廣義相對論來解釋雙脈衝星的軌道，也嘗試用它來解釋和證明重力輻射的存在。

## 一些問題的例子
天體的運動不需要如火箭般的施加推力，只是由彼此間的質量引發的重力加速度在掌控。在多體問題中我們做了簡化，假設所有的個體都是球形對稱的，並且將加速度積分以縮減總數。
例如：
- 4體問題：飛行到火星（飛行器的一或二個部份是非常小的，所以可以簡化成2體或3體的問題）
- 3體問題：
  - 類衛星
  - 太空航行，並且停留在拉格朗日點

在這些情況下，n = 2 （二體問題），比多體問題要簡單許多，而且在一般的情況下經過簡化之後都能獲得一個合理的數值解，也就是經常可以因簡化而得到有用的近似解。
例如：
- 一對連星：半人馬座α（兩星有相近的質量）
- 一對雙行星：冥王星 和他的衛星卡戎（質量比為0.147）
- 一對雙小行星：小行星90安地歐普（兩者質量相近）

近一步的簡化可以依據標準假設天文動力學。包括單一天體，軌道天體的質量遠小於中心的天體，也經常可以得到近似的合理值。
例如：
- 太陽系以銀河系為中心的軌道運動。
- 行星環繞太陽
- 月球環繞行星
- 太空船環繞地球、月球或行星（在最後的例子是在抵達要環繞的行星之後）

無論是前二者之一，或最頂端的簡化情況，我們也許假設是圓軌道，或是做距離和軌道速度的設定，並且假設動能和位能隨時都是守恆的。著名的不適合的例子是高離心率的軌道：
- 冥王星的軌道：e = 0.2488
- 海王星的軌道：e = 0.010（太陽系的行星中離心率最大的）
- 水星的軌道：e = 0.2056
- 霍曼轉移軌道
- 雙子星11號的飛行
- 亞軌道飛行

當然，在每一個例子中，為了獲得更多的準確性，被簡化的項目是越少越好。

### 攝動理論
攝動理論適用於不能確切的以數學方法解決的問題，而是以近似的方法來解決。通常可以從已經有確切解的相關問題的解答開始運算。

## 外部連結
研究者
- Marshall Hampton's research page: Central configurations in the n-body problem

技術人員
- Celestial Mechanics is a Planetarium Artwork created by D. S. Hessels and G. Dunne

學習者
- Professor Tatum's course notes at the University of Victoria（页面存档备份，存于）

## 延伸读物
- Forest R. Moulton, Introduction to Celestial Mechanics, 1984, Dover, ISBN 0-486-64687-4
- John E.Prussing, Bruce A.Conway, Orbital Mechanics, 1993, Oxford Univ.Press
- William M. Smart, Celestial Mechanics, 1961, John Wiley. (已經很難找到了，但很經典)